# Ogliastro
Ogliastro est une commune française située dans la circonscription départementale de la Haute-Corse et le territoire de la collectivité de Corse. Elle appartient à l'ancienne piève de Nonza, dans le Cap Corse.

## Géographie

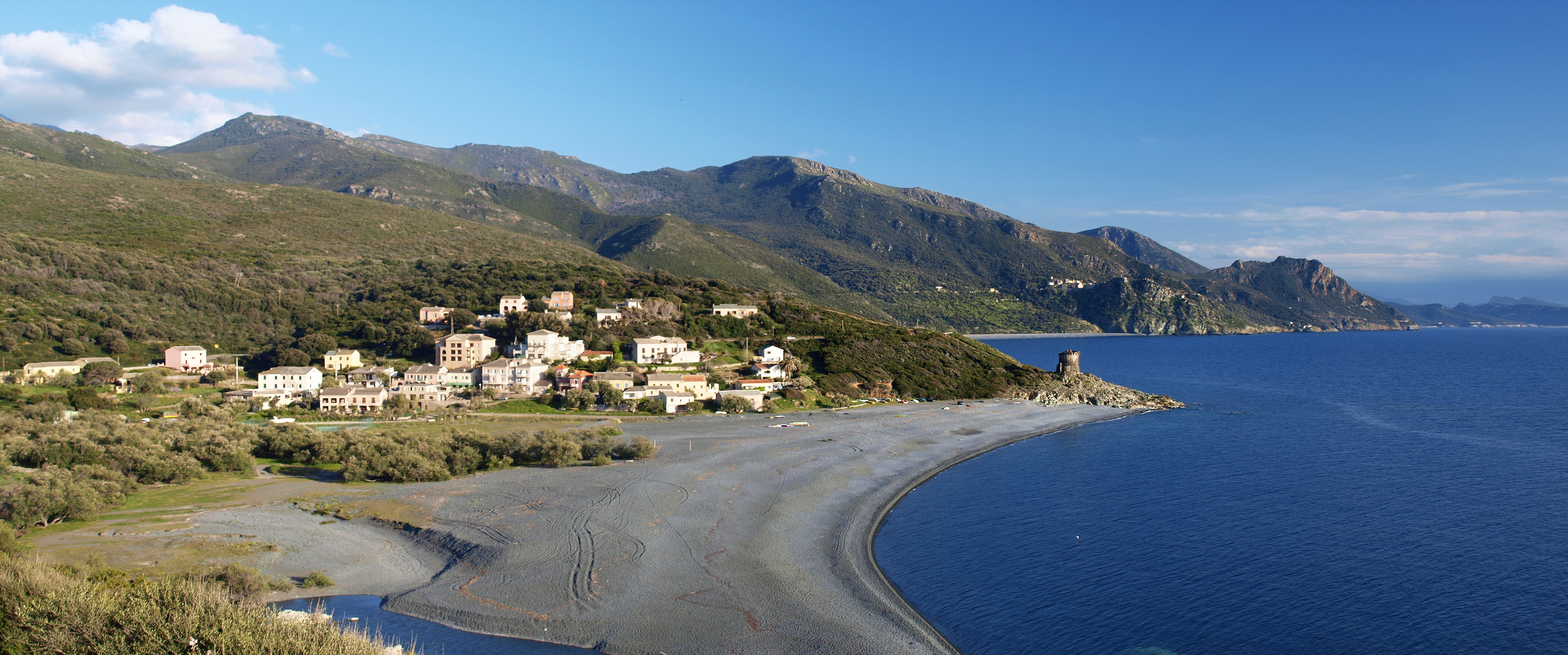
Albo

### Situation
Ogliastro est localisée sur la côte occidentale du Cap Corse, presque en son milieu, à la même latitude que Sisco sur la partie orientale du Cap. Elle fait partie du canton de Sagro-di-Santa-Giulia. Au Moyen Âge, Ogliastro a appartenu au fief de Nonza.
Communes limitrophes

### Géologie et relief
Le Cap Corse est un bloc de schistes lustrés édifié au tertiaire lors de la surrection des Alpes sur un socle hercynien de la fin de l'ère primaire. Chaque vallée est comme un alvéole, aux bords raides, ouvert sur la mer mais fermé vers l'amont car adossé à la chaîne axiale dont les principaux sommets sont Cima di e Follicie / L'Albucciu (1 324 m), le Monte Stello (1 306 m), e le monte Capra (1 206 m).
La commune occupe un des « alvéoles » de la partie occidentale du Cap Corse, aux bords raides, ouvert au sud-ouest sur la basse vallée du fiume U Guade Grande) (ou rivière d'Olcani) et sur la mer. Dans sa partie septentrionale, la plus grande, le relief est composé des vallons de Cocolo, de l'Olmu et de Cetro. À l'est, son territoire est accroché à une partie de la Serra, la dorsale de la péninsule, soit près d'un kilomètre de la ligne de crête entre la cime de Monte Prato (1 282 m) et la cima di e Follicie (1 324 m).
Le sol est composé sur le littoral de schistes s'altérant facilement et dans l'intérieur, d'ophiolites très résistants, donnant des paysages aux reliefs aigus et abrupts. Ici, les ophiolites sont des roches magmatiques ou péridotites, le plus souvent transformées en serpentinites (teintées en vert par l'olivine). Une particularité géologique remarquable est la présence d'amiante à l'Ouest de la commune. La carrière d'exploitation se trouve « à cheval » sur Canari et sur Ogliastro. La mine d'amiante d'Abro-Canari est fermée depuis 1965.
Façade maritime
Ogliastro possède une courte façade maritime dont les limites partent de 600 m au sud de la Tour d'Albo jusqu'à Punta Bianca au nord. Son littoral comprend un site remarquable : Albo. Au sud d'une plage de sable noir et de galets de serpentinite, noirâtres veinés de vert, se trouve la Marine d'Albo ainsi qu'une tour génoise, et au nord l'embouchure du petit fleuve côtier U Guade Grande.
Limites territoriales
Ses limites terrestres sont définies par une ligne de faîte et de cols partant de la côte à Punta Bianca, passant par le sommet de l'ancienne carrière d'amiante d'Abro-Canari, Pietra Negra, les crêtes effilées de Pinzu di Mezzu (799 m), Cime de Codoli (1 280 m - Canari), Cime de Monte Prato (1 282 m), Bocca di Galghetta (1 292 m), Cima di e Follicie (1 324 m - Sisco) et Monte Caneto (1 256 m), puis se dirigeant au SO par le rocher du monte Caneto jusqu'à un point situé à 200 m à l'ouest de la punta di Sellola (435 m - Olcani) pour finir sur la côte.

### Hydrographie

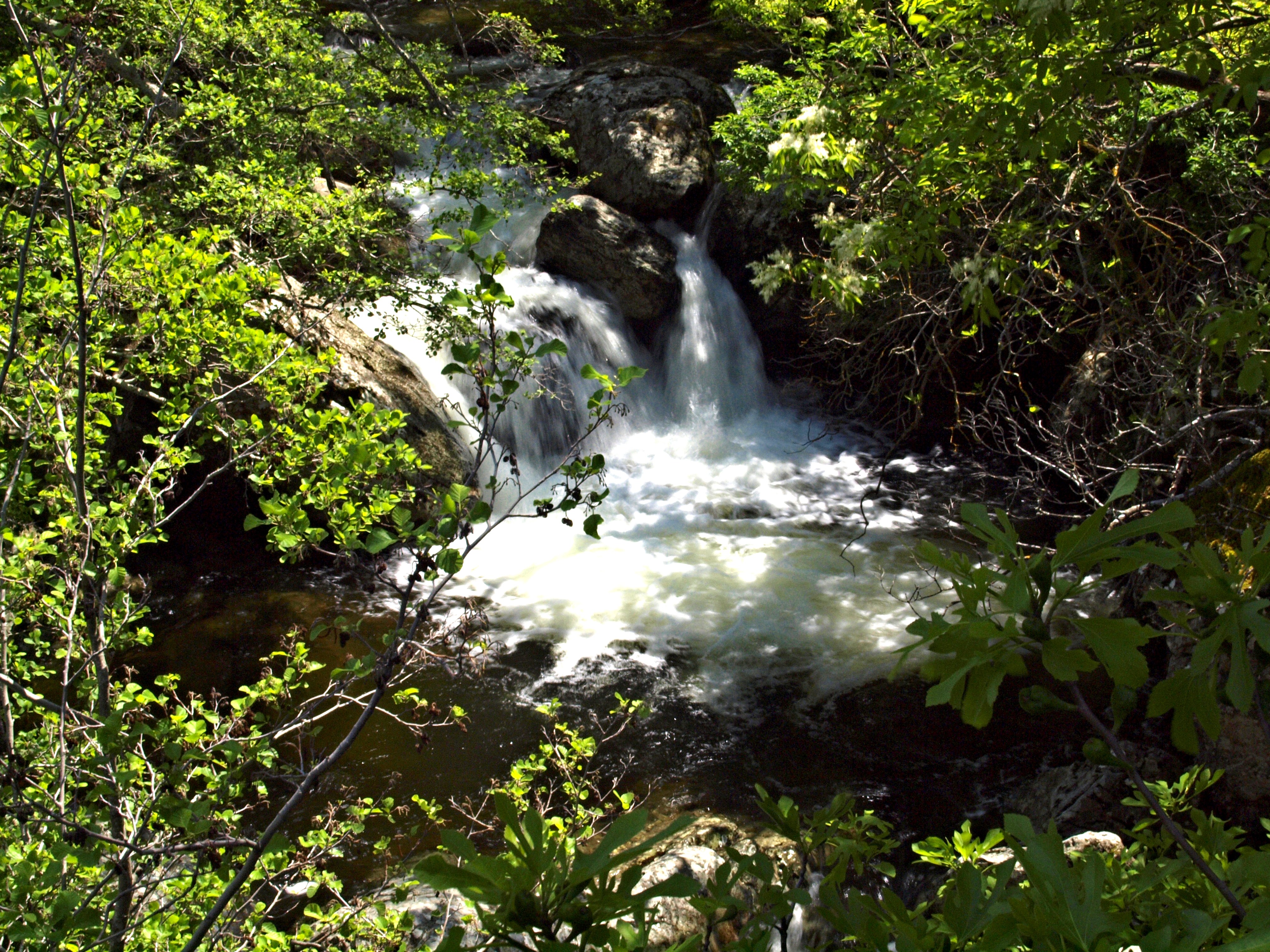
La rivière d'Olcani.

Principal cours d'eau communal, U Guadu Grande nait sous le Monte Stello (1 306 m - Olcani) et a pour nom ruisseau de Viula (Viuda). Il prend le nom de rivière d'Olcani à partir de la bergerie de Ponte Novu.
Le ruisseau de Cetro (Cetru) ou ruisseau de Teggia en amont est le prolongement du ruisseau A Teghia qui prend sa source sous Cime di e Follicie (1 324 m). Long de 4,1 km, il conflue avec le Guadu grande dont il est l'affluent principal, à l'ouest, sous le village d'Ogliastro.

### Climat et végétation
Le territoire est verdoyant à l'intérieur et sec sur le littoral. Le tapis végétal démarre depuis la côte par un maquis bas, par endroits sculpté par les vents d'ouest dominants, avec des tamaris (Tamaris Africana) dans la vasière du Guadu, une zone humide du littoral corse. Ce maquis est composé des essences végétales communes avec beaucoup de romarins dont une variété de romarin pleureur couvrant les rochers en bordure de route. On y remarquera aussi au printemps les remarquables tons jaunes apportés par le genêt de Corse (Genista corsica). Dès qu'on monte vers les hauteurs, chênes verts et oliviers apparaissent. On ne découvrira les châtaigniers qu'en arrivant vers Olcani qui se situe à plus de 300 m d'altitude.

### Voies de communication et transports

#### Accès routiers
La commune est traversée dans sa partie littorale par la route D 80  (ancienne route nationale 198 de Saint-Florent à Bonifacio comme encore portée sur les cartes cadastrales de Géoportail) qui fait le tour du Cap Corse. Une bretelle au nord du hameau d'Albo permet de gagner la plage et de rejoindre la tour. La mairie d'Ogliastro est située à Albo. À 200 m plus au nord, se situe l'intersection de la D 80 avec la D 233, l'ancien chemin départemental 233. Cette dernière dessert le village d'Ogliastro et conduit jusqu'à Olcani. Une piste ouverte aux véhicules autorisés, permet même de rejoindre Sisco qui se trouve sur la partie orientale du Cap.

#### Transports
il n'y a aucun transport à Ogliastro. Le transporteur routier le plus proche se trouve à Olmeta-di-Capocorso, à 44 km. Le village d'Olcani est distant par route, de 38 km du port de commerce de Bastia, de 37 km de la gare des CFC de Bastia et de 52 km de l'aéroport de Bastia Poretta, qui sont les plus proches.

## Urbanisme

### Typologie
Au 1er janvier 2024, Ogliastro est catégorisée commune rurale à habitat très dispersé, selon la nouvelle grille communale de densité à sept niveaux définie par l'Insee en 2022.
Elle est située hors unité urbaine. Par ailleurs la commune fait partie de l'aire d'attraction de Bastia, dont elle est une commune de la couronne,. Cette aire, qui regroupe 93 communes, est catégorisée dans les aires de 50 000 à moins de 200 000 habitants,.
La commune, bordée par la mer Méditerranée, est également une commune littorale au sens de la loi du 3 janvier 1986, dite loi littoral. Des dispositions spécifiques d’urbanisme s’y appliquent dès lors afin de préserver les espaces naturels, les sites, les paysages et l’équilibre écologique du littoral, tel le principe d'inconstructibilité, en dehors des espaces urbanisés, sur la bande littorale des 100 mètres, ou plus si le plan local d’urbanisme le prévoit.

### Occupation des sols
L'occupation des sols de la commune, telle qu'elle ressort de la base de données européenne d’occupation biophysique des sols Corine Land Cover (CLC), est marquée par l'importance des forêts et milieux semi-naturels (96,7 % en 2018), une proportion sensiblement équivalente à celle de 1990 (95,5 %). La répartition détaillée en 2018 est la suivante : 
milieux à végétation arbustive et/ou herbacée (52,2 %), espaces ouverts, sans ou avec peu de végétation (31,2 %), forêts (13,3 %), zones agricoles hétérogènes (2,8 %), eaux maritimes (0,4 %). L'évolution de l’occupation des sols de la commune et de ses infrastructures peut être observée sur les différentes représentations cartographiques du territoire : la carte de Cassini (XVIIIe siècle), la carte d'état-major (1820-1866) et les cartes ou photos aériennes de l'IGN pour la période actuelle (1950 à aujourd'hui).

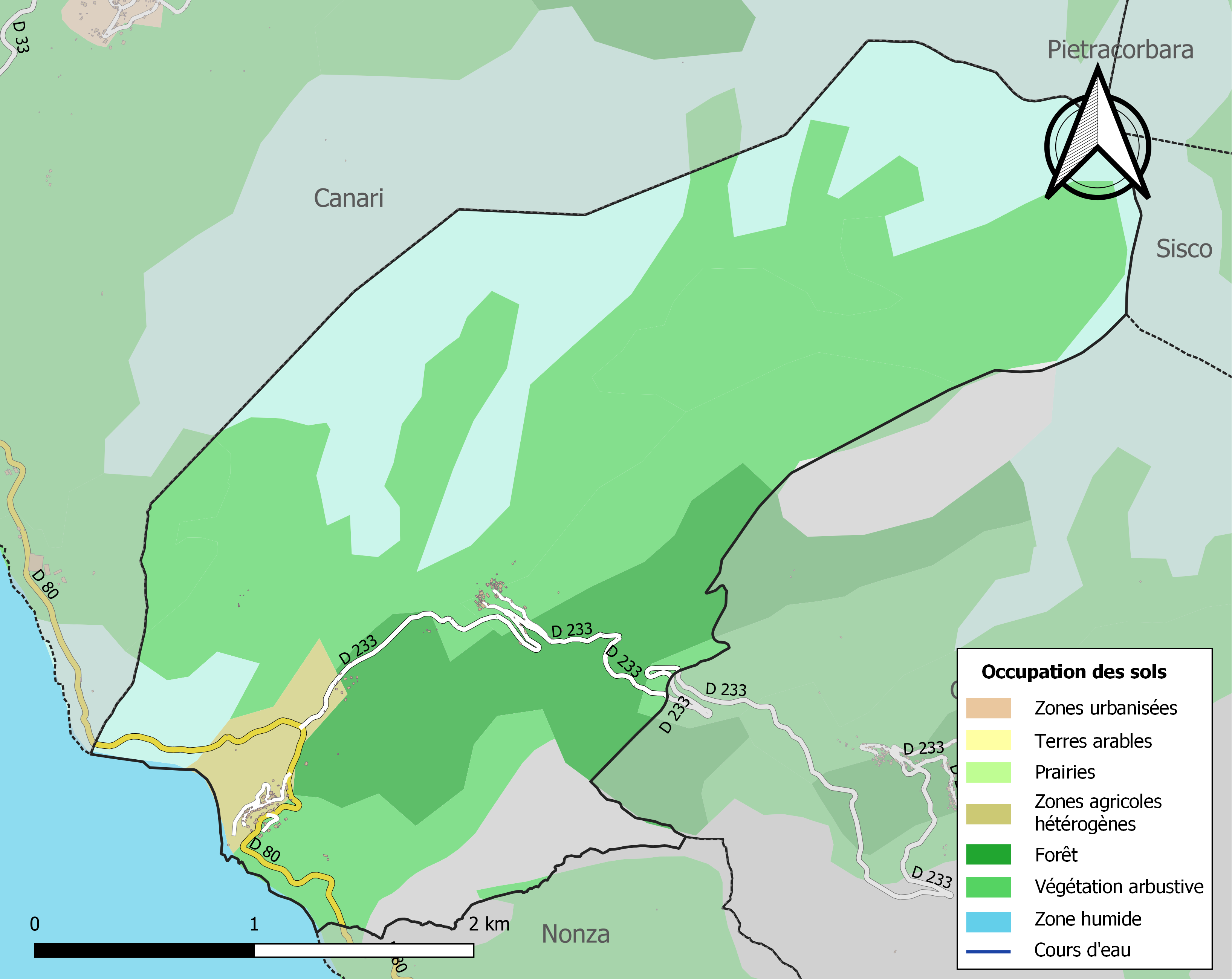
Carte des infrastructures et de l'occupation des sols de la commune en 2018 (CLC).

### Ogliastro village
L'actuel village d'Ogliastro a été construit beaucoup plus bas que les anciens puisqu'à 100 m d'altitude en moyenne seulement. L'église dédiée à l'Annunziata est devenue celle de la paroisse au XVIIIe siècle. Auparavant, au XIIIe siècle l'église Saint-Michel située au-dessus de la Marine d'Albu et qui était celle de la piève, est devenue paroisse. Au XVe siècle la paroisse est transférée à San Domenicu puis au XVIe siècle à San Vito et San Sebastiano.

### Marine d'Albo
L'ancienne Marine d'Albu, colmatée au siècle dernier en même temps que d'autres secteurs du littoral avoisinant, par les déchets rejetés en mer de la mine d'amiante de Canari, avait été la cible particulière des Barbaresques. En 1588, arrivés à bord de 92 galiotes, ceux-ci ont totalement ruiné la marine, repartant avec 60 personnes enlevées.
Marine d'Albo est à nouveau habitée depuis le début du XXe siècle, devenant un hameau avec sa chapelle San Roccu.

### Cocollu Supranu et Cocollu Suttanu
Cocollu Supranu a été ravagé en 1563, 1588 et 1624 par les Barbaresques. Il a été abandonné depuis. Cocollu Suttanu également razzié, sera déserté seulement à la fin du XVIIIe siècle.
La population qui avait décliné dès le XVIIIe siècle, s'est accrue à partir du milieu du XXe siècle avec l'entrée en exploitation de l'usine d'amiante de Canari voisine. La plupart des habitants travaillaient à l'usine.
Le hameau de Stazzona qui avait été ruiné au XVIe siècle, est reconstruit au milieu du siècle dernier pour loger le personnel de l'usine d'amiante.
Depuis le village, on voit toujours une grande partie du cratère de l'ancienne carrière, soit un grand cône tronqué, gris clair, faisant face au sud.

## Toponymie
Ogliastro était habité depuis très longtemps. Si Ogliastro vient du latin oleaster qui signifie "olivier sauvage", Albu vient du grec, "blanc". Stazzona signifie "forge".

## Histoire

### Moyen Âge
Au début du Moyen Âge, de la fin du IXe siècle à 1167, Ogliastro a dépendu du fief des Peverelli, seigneurs du Cap Corse et vassaux du pape. En 1118, il est fait mention d'une seigneurie locale, une branche cousine et rivale, les Avogari originaires de Nonza, qui évinça peu à peu les Peverelli pour prendre le contrôle de leurs seigneuries capcorsines, dont Ogliastro. En 1167, Les Peverelli cèdent Ogliastro et Canari aux Avogari. En 1336 à la mort de Jean Avogari, son fils André hérite de Canari et du tiers nord-ouest d'Ogliastro. Lucchino (ou Luchino), un autre des 3 fils du défunt, hérite de Nonza - Olmeta-di-Capocorso - Olcani et des deux tiers d'Ogliastro.

### Temps modernes
Vers 1600, Nonza était une communauté de la seigneurie Gentile et comptait environ 350 habitants. Elle avait pour lieux habités Olmeta, Viola, lo Poggio, le Celle, lo Vignale, la Grillasca. Nonza, la Tega, Olcani, Cocolo, Cocollino.
Aux XVIe et XVIIe siècles, Ogliastro fut la cible de nombreuses attaques et incursions barbaresques : 1559, 1563, 1588, 1613 et 1624.
Lors de l'invasion en 1588, soixante personnes furent enlevées pour être réduites en esclavage par des pirates barbaresques faisant partie de la flotte commandée par le Bey d'Alger, Hassan Pacha.
Cocollu Supranu a été ravagé en 1563, 1588 et 1624 année de son abandon. Cocollu Suttanu sera déserté à la fin du XVIIIe siècle. Quant au hameau de Stazzona ruiné au XVIe siècle, il sera reconstruit au milieu du XXe siècle.
- Dès 1625, la commune est administrée par Gênes. Ogliastro se situe dans la pieve de Nonza qui fait partie de la province du CapoCorso.
- 1757 - Ogliastro se rallie à Pascal Paoli qui contrôle alors pratiquement tout le Cap Corse.
- 1768 - Le Cap Corse est réuni au royaume de France, avant le reste de l'île, et passe sous administration militaire française.
- 1789 - La Corse appartient au royaume de France. Olcani se trouve dans la juridiction royale du Capicorsu.
- 1790 - la Révolution française divise le Cap Corse en quatre cantons et supprime la province du Cap Corse. 83 départements français sont créés, dont celui de Corse. Est créé le département de Corse avec Bastia comme préfecture. Les anciennes communautés ou paroisses prennent le nom de communes.

Le 12 juillet, les cinq diocèses de la Corse (Ajaccio, Aléria, Bastia, Mariana et Nebbio) sont ramenés à un seul.
- 1793 - An II. la Convention divise l'île en deux départements : El Golo (l'actuelle Haute-Corse) et Liamone (l'actuelle Corse-du-Sud) sont créés. L'ex-juridiction royale du Capicorsu passe dans le district de Bastia ; celui-ci est partagé en cantons (ex-pievi), et le canton en communes. La commune se nommait Ogliastro. Elle se trouve dans le canton de Santa Giulia (chef-lieu Nonza), dans le district de Bastia et dans le département de El Golo.

Le XVIIIe siècle voit le déclin de l'activité agricole accompagné d'un fort exode rural.
- 1801 - Sous le Consulat[Note 3], la commune qui a pour nom Ogliastro, est toujours dans le canton de Santa Giulia (chef-lieu Nonza), dans l'arrondissement de Bastia et le département d'El Golo.
- 1811 - Les départements d'El Golo et du Liamone sont fusionnés pour former le département de Corse.
- 1828 - Ogliastro passe dans le canton de Nonza[11].

### Époque contemporaine
- 1926 - La découvertes de l'amiante à Canari crée un regain d'activité ; les carrières sont exploitées industriellement à partir de 1948 et nombre d'habitants d'Ogliastro s'en vont travailler à l'usine d'Abro-Canari et à la mine jusqu'à sa fermeture 17 ans plus tard, soit en 1965. Dès lors commença un nouvel exode.
- 1954 - Ogliastro qui comptait 242 habitants, avec les communes de Canari, Nonza, Olcani et Olmeta-di-Capocorso composent le canton de Nonza.
- 1973 - Le canton de Sagro-di-Santa-Giulia (chef-lieu Brando) est créé avec la fusion imposée des anciens cantons de Nonza et Brando.
- 1975 - La Corse est à nouveau partagée en deux départements. Olcani se trouve dans celui de Haute-Corse.

## Politique et administration

### Liste des maires
| Période                                  | Période  | Identité                | Étiquette | Qualité |
| ---------------------------------------- | -------- | ----------------------- | --------- | ------- |
| 1961                                     | 2001     | Pierre Benoit Morganti  |           |         |
| mars 2001                                | En cours | Jean Toussaint Morganti | REG       |         |
| Les données manquantes sont à compléter. |          |                         |           |         |

## Population et société

### Démographie
L'évolution du nombre d'habitants est connue à travers les recensements de la population effectués dans la commune depuis 1800. Pour les communes de moins de 10 000 habitants, une enquête de recensement portant sur toute la population est réalisée tous les cinq ans, les populations de référence des années intermédiaires étant quant à elles estimées par interpolation ou extrapolation. Pour la commune, le premier recensement exhaustif entrant dans le cadre du nouveau dispositif a été réalisé en 2004.

En 2022, la commune comptait 90 habitants, en évolution de −11,76 % par rapport à 2016 (Haute-Corse : +5,15 %, France hors Mayotte : +2,11 %).
| 1800 | 1806 | 1821 | 1831 | 1836 | 1841 | 1846 | 1851 | 1856 |
| ---- | ---- | ---- | ---- | ---- | ---- | ---- | ---- | ---- |
| 197  | 170  | 277  | 192  | 200  | 240  | 264  | 249  | 268  |

| 1861 | 1866 | 1872 | 1876 | 1881 | 1886 | 1891 | 1896 | 1901 |
| ---- | ---- | ---- | ---- | ---- | ---- | ---- | ---- | ---- |
| 271  | 278  | 304  | 301  | 297  | 308  | 311  | 307  | 220  |

| 1906 | 1911 | 1921 | 1926 | 1931 | 1936 | 1946 | 1954 | 1962 |
| ---- | ---- | ---- | ---- | ---- | ---- | ---- | ---- | ---- |
| 258  | 197  | 233  | 189  | 193  | 202  | 170  | 242  | 230  |

| 1968 | 1975 | 1982 | 1990 | 1999 | 2004 | 2006 | 2009 | 2014 |
| ---- | ---- | ---- | ---- | ---- | ---- | ---- | ---- | ---- |
| 218  | 146  | 100  | 78   | 96   | 107  | 109  | 103  | 104  |

| 2019 | 2022 | - | - | - | - | - | - | - |
| ---- | ---- | - | - | - | - | - | - | - |
| 94   | 90   | - | - | - | - | - | - | - |

### Enseignement
L'école primaire publique la plus proche se situe à Santa Maria (Patrimonio), distant de 21 km. Collèges et lycées les plus proches sont situés à Bastia Montesoro, distant de 35 km via le col de Teghime.

### Santé
Les cabinets de médecins les plus proches sont situés à Saint-Florent et à Bastia, villes respectivement distantes de 25 km et 35 km. Le Centre hospitalier général de Bastia est distant de 35 km. Plusieurs cliniques se trouvent aussi à Bastia. Deux pharmacies sont à Saint-Florent. Des infirmiers sont installés à Patrimonio ; des masseurs-kinésithérapeutes se trouvent à Saint-Florent.

### Cultes
L'église paroissiale de l'Annunziata relève du diocèse d'Ajaccio.

### Manifestations culturelles et festivités
- 16 août, fête de la Saint-Roch (San Roccu). Une procession est célébrée.

### Sports

#### Loisirs et randonnées

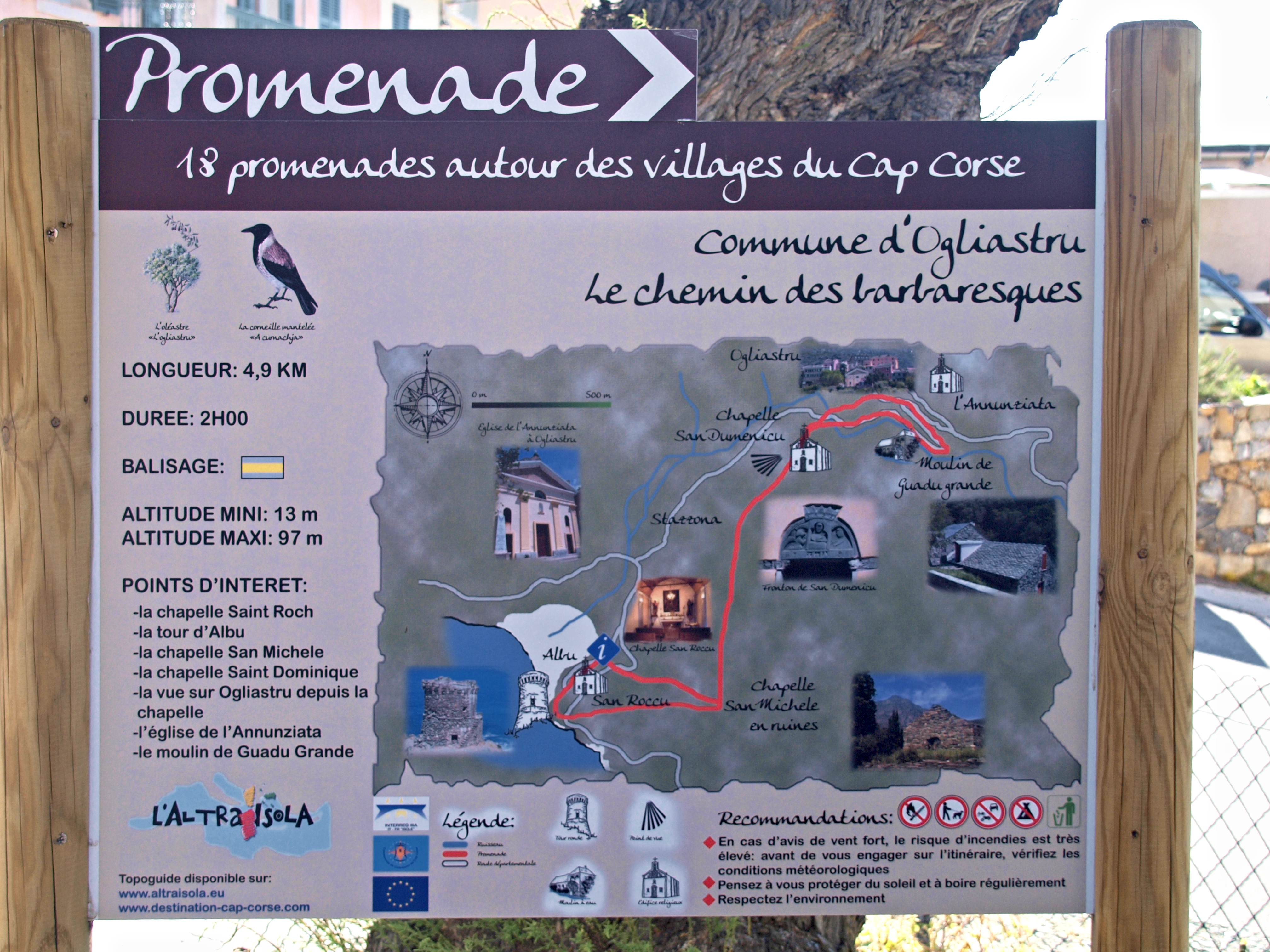
Promenade à Ogliastro.

- Le chemin des Barbaresques, circuit patrimonial, est une promenade proposée autour de la commune d'Ogliastro. Un panneau « Promenade autour des Villages du Cap Corse » est présent à l'entrée d'Albo.

## Économie
Jadis Ogliastro vivait de l'agriculture. Même si durant des siècles la commune se vidait à l'époque des semailles car ses habitants partaient travailler dans les Agriates le grenier à blé de la Corse à l'époque, l'agriculture était le seul secteur de l'activité économique. Les produits de la vigne, de l'oléiculture, de l'agrumiculture et du pastoralisme étaient stockés en vue de leur exportation dans un magazinu encore visible à la Marine d'Albo. Le Cap Corse était un grand producteur d'oignons et de cédrats. La vigne a de nos jours disparu.
Albo était un petit port avec des activités de pêche (3 bateaux encore en 1939) et de transport. Étaient exportés des produits agricoles (vin, céréales, cédrats, etc.) et importés du sel et de la chaux essentiellement. La marine dont la jetée est encore visible, a été colmatée à partir de 1948 par les déchets de l'usine d'amiante rejetés en mer. Les mines sont arrivées à produire jusqu'à 25 500 tonnes en 1960. Une bande de plus de 300 mètres de sable noir et de galets a été ainsi créée, faisant gagner à la commune neuf hectares sur la mer. 
En 1965 date de sa fermeture, l'entreprise occupait 300 personnes. C'est dire la privation de ressources pour la commune.

## Culture locale et patrimoine

### Lieux et monuments

#### Tour d'Albo

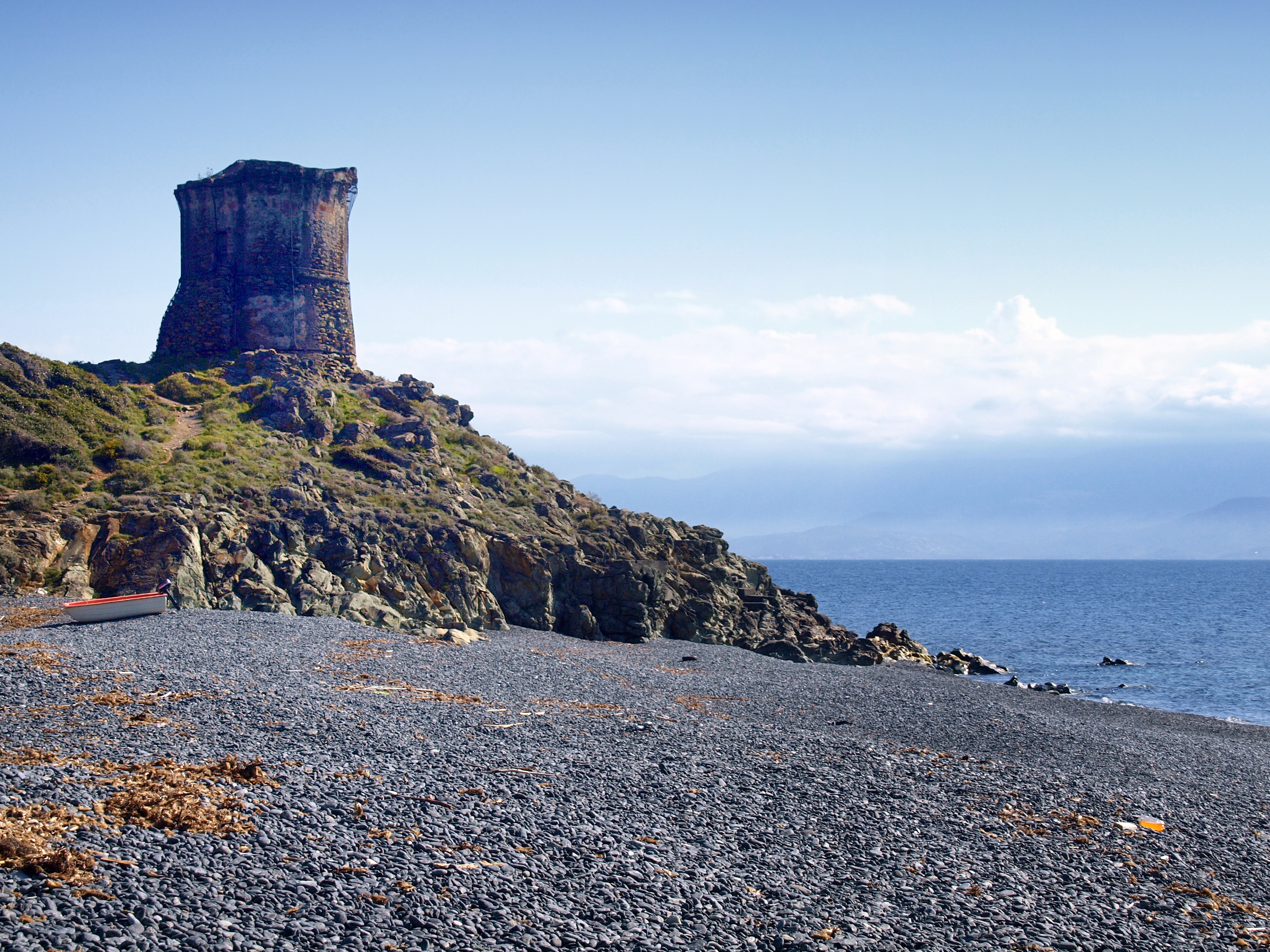
Torra del Greco.

La tour d'Albo, dite aussi d'Olchini ou Torra del Greco, est un édifice fortifié, situé à la Marine d'Albo et propriété de la Collectivité de Corse. Bâtie en 1562, cette tour génoise a servi à protéger la marine d'Albo qui était une escale importante à l'époque.

En 1768 elle a été occupée par les troupes françaises qui organisèrent autour de l'édifice des retranchements afin d'arrêter le repli des troupes corses qui évacuaient le château de Nonza. Au début du XXe siècle, elle est devenue une habitation.
La tour est protégée, inscrite au titre des Monuments historiques par arrêté du 4 août 1992.

#### Autres patrimoines civils
- Moulin de Guadu Grande
- Pont génois sur le ruisseau de Cetro, proche des vestiges de l'ancien village Cocollu Suttanu
- Fontaine Source Liccioli à l'entrée du village d'Ogliastru Suttanu. Y est apposée une plaque portant Docteur Albert Allegrini 1889 - 1962 Source Liccioli
- Monument aux morts, devant l'église de l'Annunziata, sur la place André-Franceschi

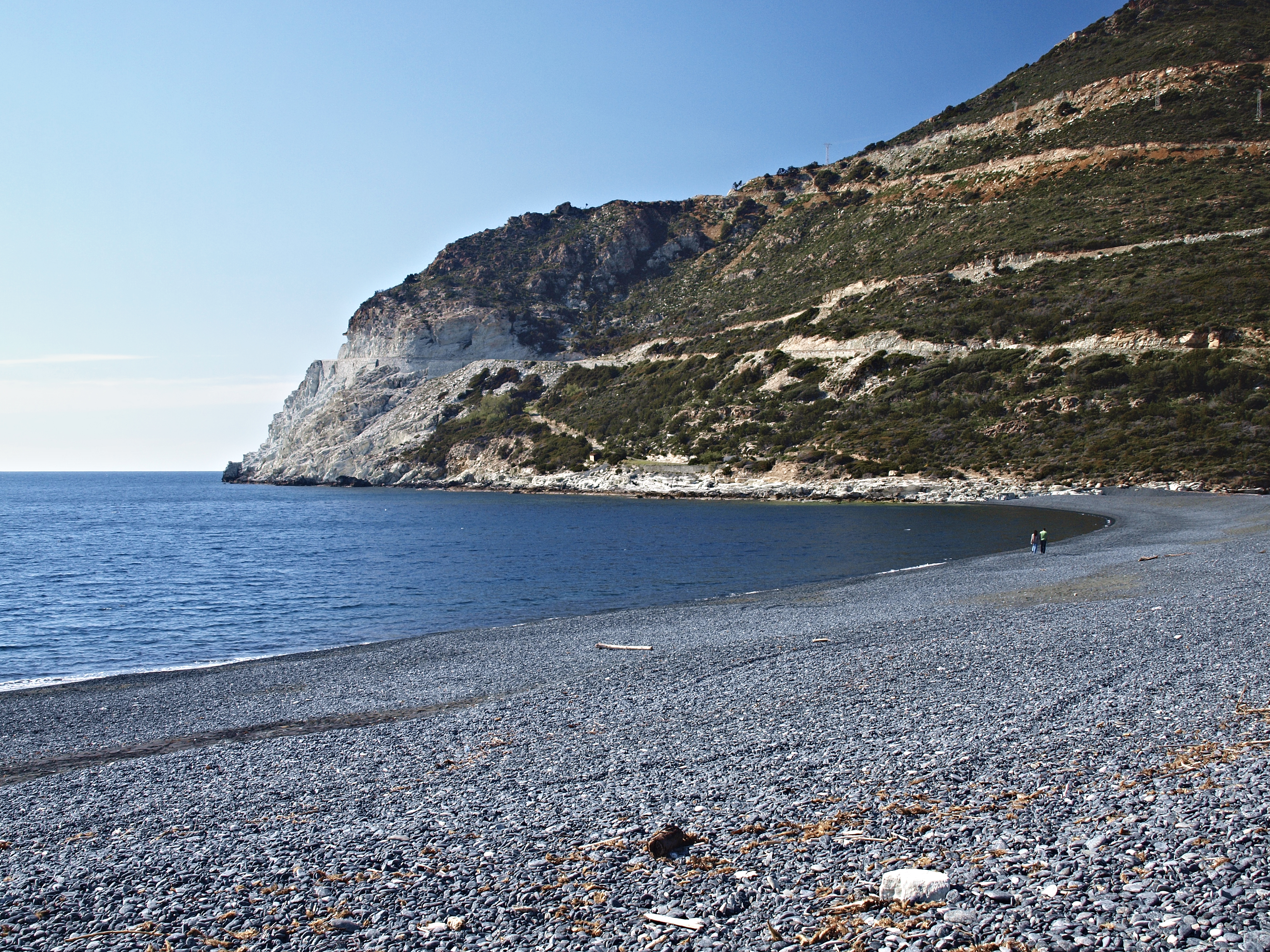
Punta Bianca.
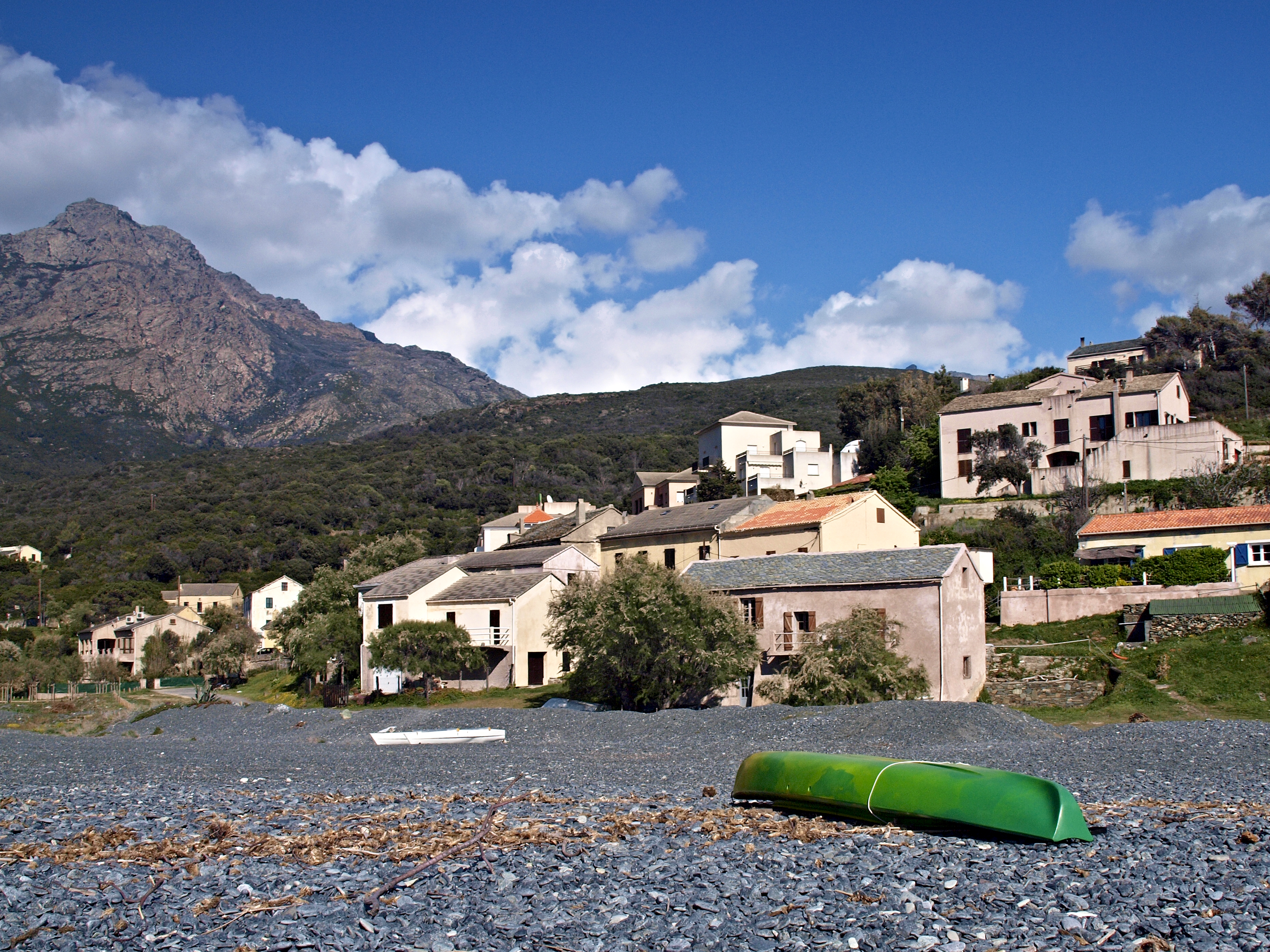
Marine d'Albo.
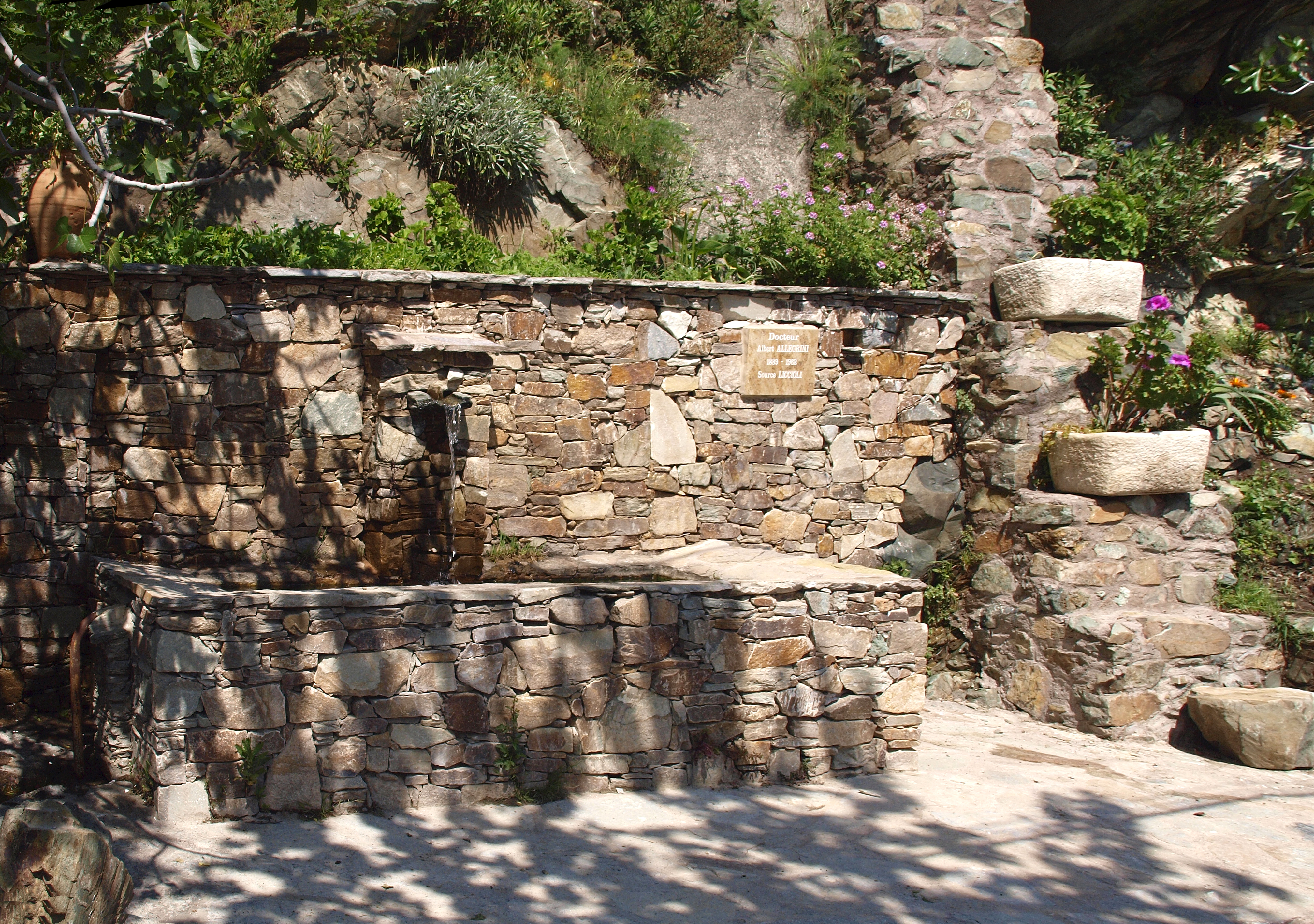
Fontaine Dr Allegrini.
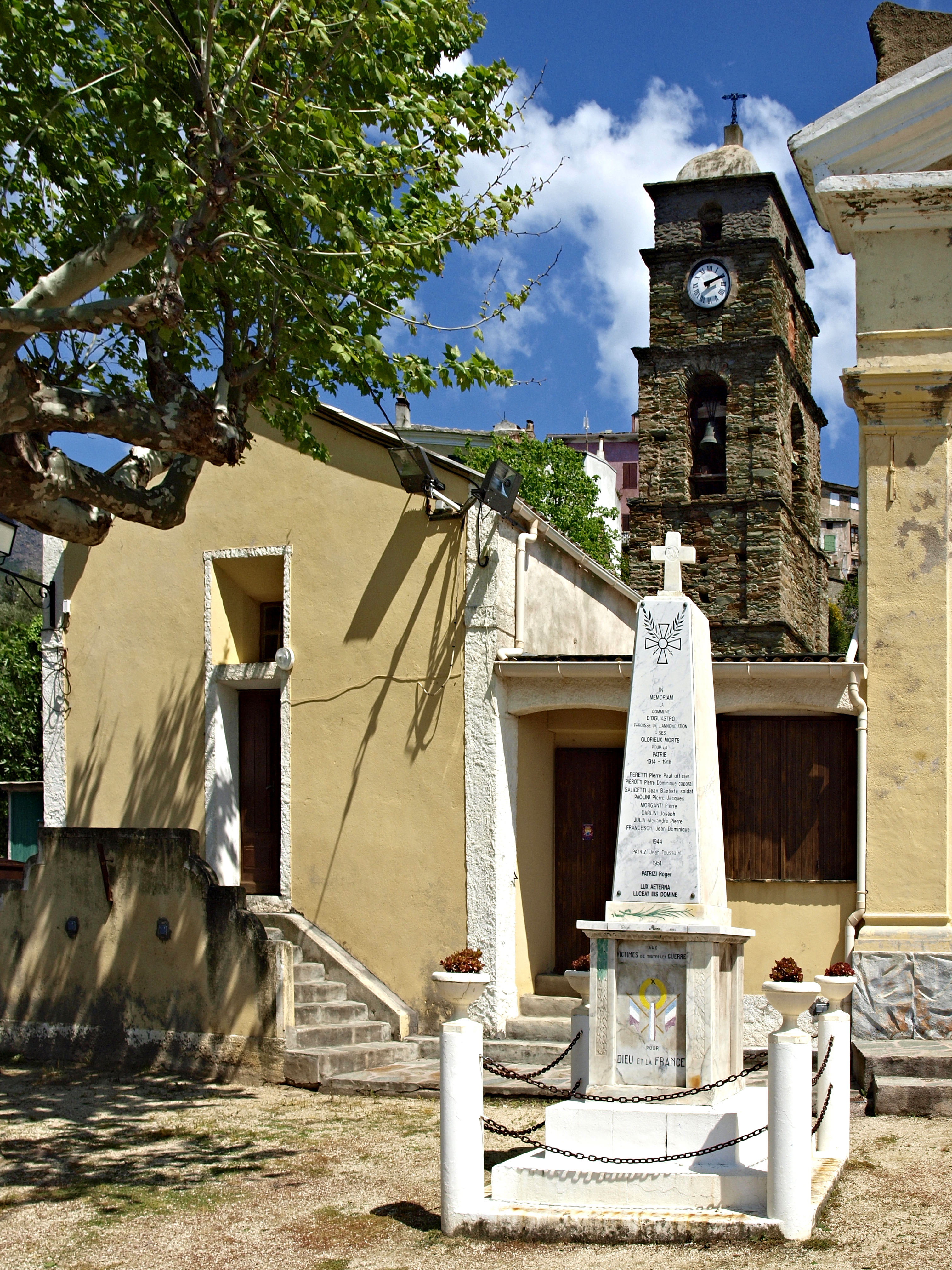
Monument aux morts, place André-Franceschi.

#### Église de l'Annunziata

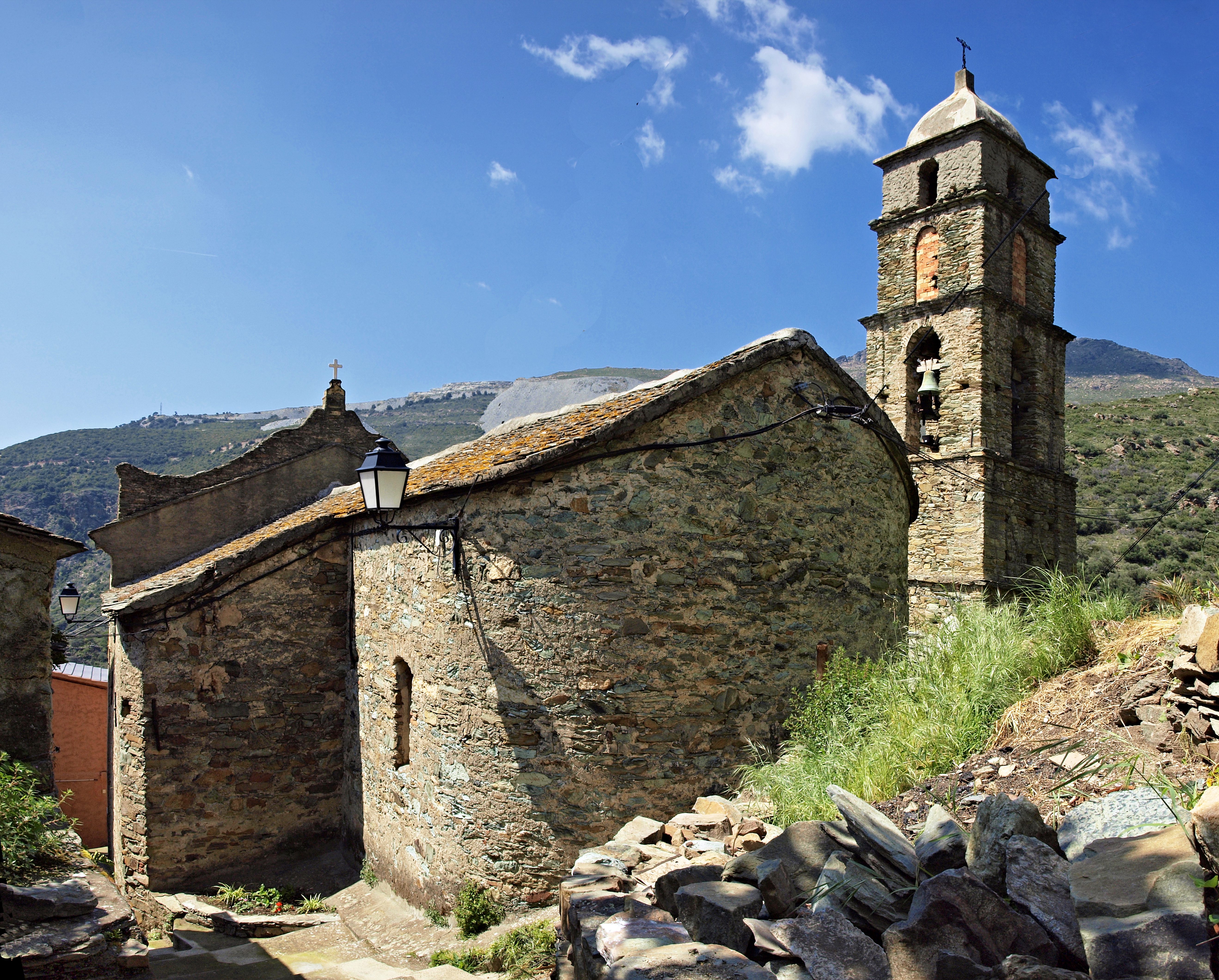
Église de l'Annunziata.

L'église paroissiale, dédiée à l'Annunziata, est située au cœur du village d'Ogliastro. Elle se trouve à Ogliastru Suttanu sur la place André Franceschi. Seule la façade frontale a été enduite, tout le reste présentant des murs en pierre. Certaines ouvertures du clocher un moment menacé ont été murées avec des planelles, briquettes en terre cuite ; du provisoire qui dure depuis des années !

#### Chapelle San Roccu
La chapelle San Roccu (Saint-Roch), est une petite chapelle au hameau d'Albo, dédiée aux pêcheurs. Elle a été visiblement restaurée récemment. L'intérieur étroit est sobrement décoré.

#### Église San Domenicu
L'église San Domenicu (Saint-Dominique) au fronton remarquable, est située sous le village, à une centaine de mètres du pont de la D 233 sur la rivière d'Olcani.

#### Chapelle San Michele
La chapelle San Michele, ruinée, est proche de la Tour d'Albo.

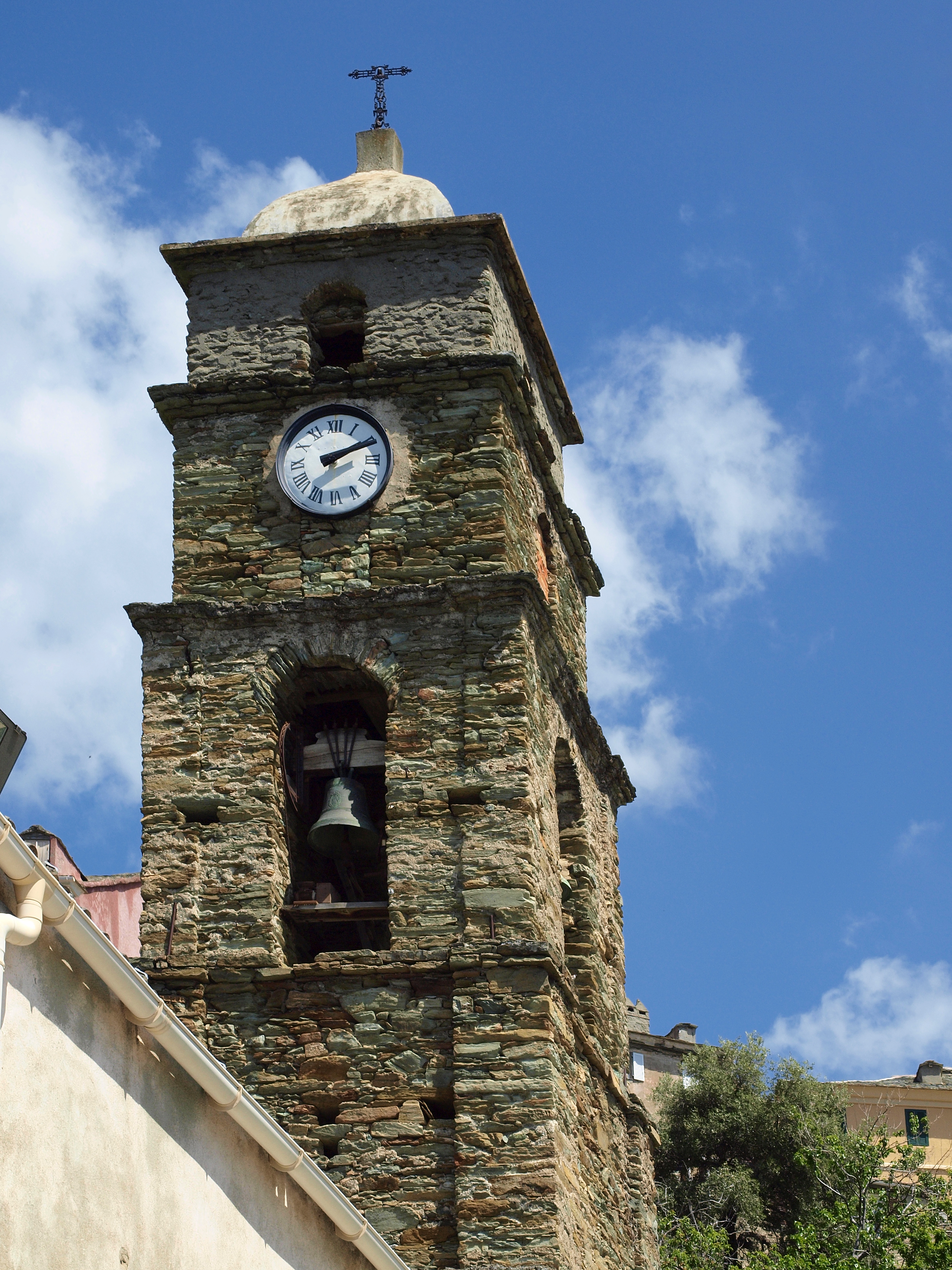
Clocher de l'église de l'Annunziata.
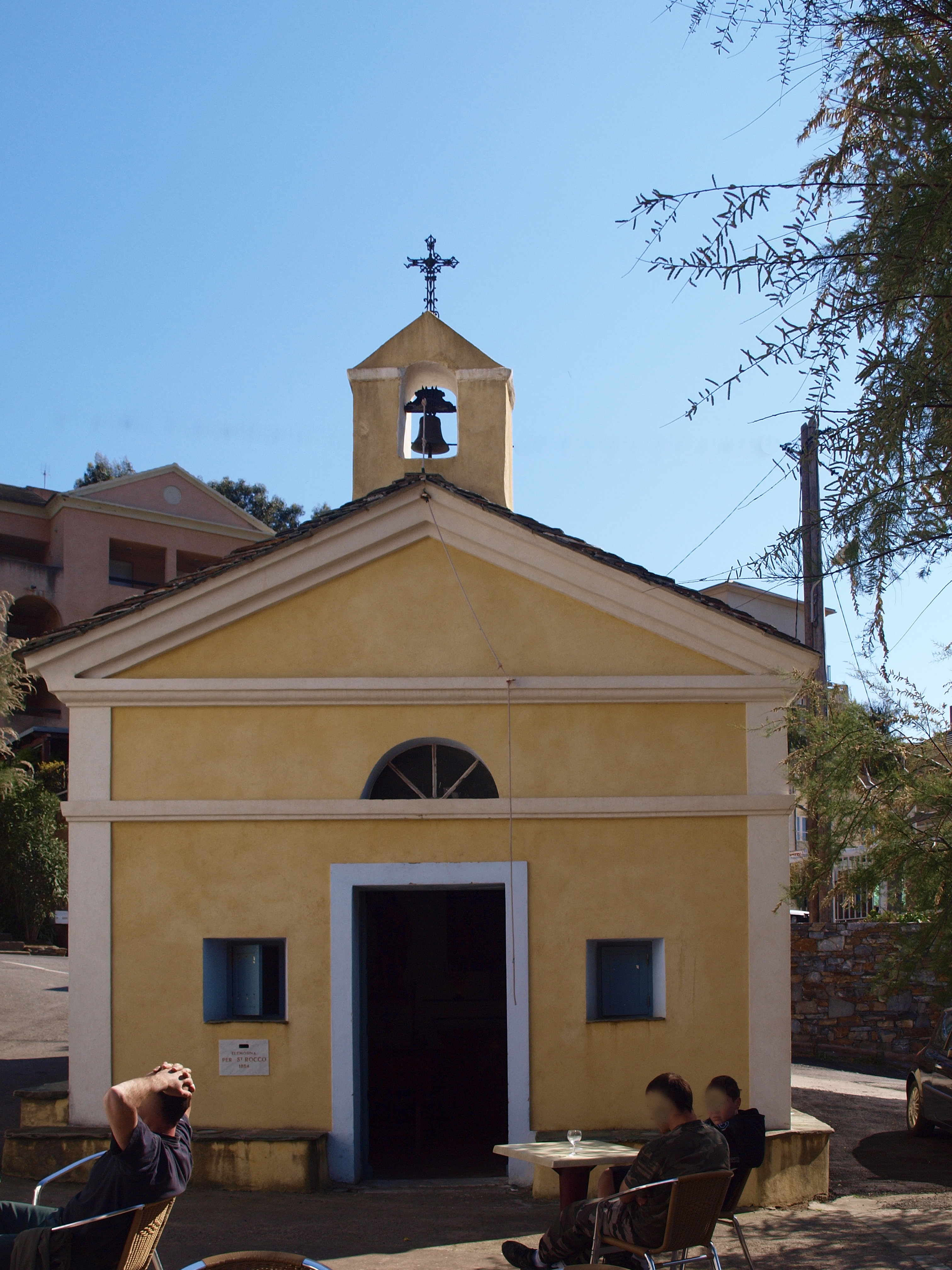
Chapelle San Roccu.
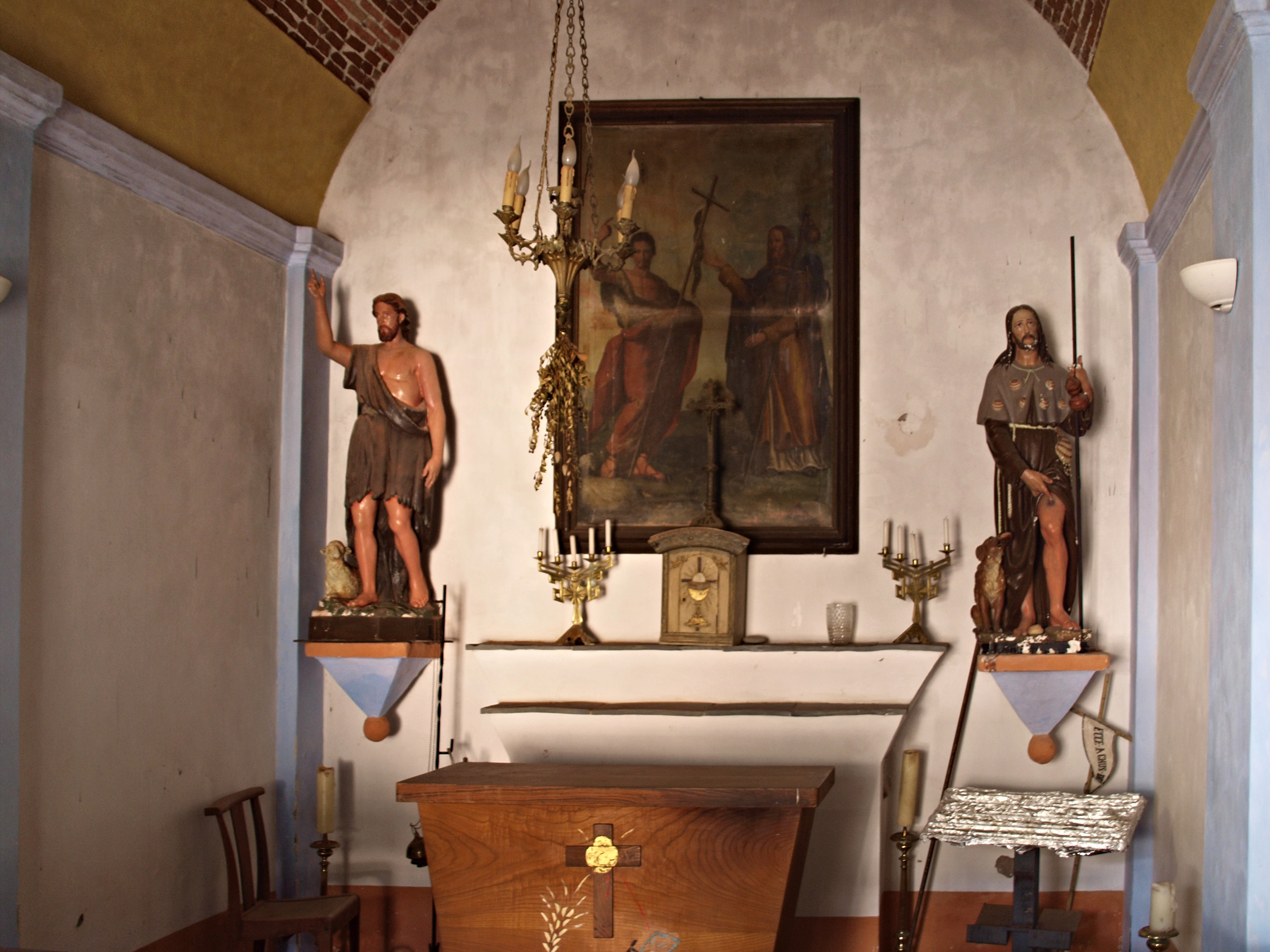
Intérieur de la chapelle San Roccu.

### Patrimoine naturel

#### ZNIEFF
Ogliastro est concernée par deux zones naturelles d'intérêt écologique, faunistique et floristique de 2e génération :
Crêtes asylvatiques du Cap Corse
La zone d'une superficie de 6 387 ha, englobe la quasi-totalité de la crête centrale du Cap Corse. La limite sud de la ZNIEFF est identifiée par le col de Teghime (commune de Barbaggio). Son intérêt réside en sa fonction d’habitat pour les populations animales et végétales. Elle comporte une faune et une flore classée comme déterminantes avec 25 espèces végétales, dont une colonie de reproduction de petit rhinolophe (Rhinolophus hipposideros), deux couples d’aigle royal (Aquila chrysaetos), et du lézard de Fitzinger (Algyroides fitzingeri).
Basse vallée du U Guadu Grande - Marine d'Albo
La commune possède un site naturel inscrit pour ses intérêts paysager et naturaliste, nommé ZNIEFF 940030886 - Basse vallée du U Guadu Grande - Marine d'Albo, de 2e génération.
La zone inscrite en ZNIEFF correspond à la basse vallée du « U Guadu Grande » depuis la côte 10, au niveau du hameau de Stazzona, jusqu’à la mer où se trouve la Marine d’Albo. Les ripisylves qui bordent les différents chenaux recèlent sur une surface d'environ 500 m2, une population de gattilier (Vitex agnus-castus), espèce totalement protégée sur le territoire national figurant également dans le tome I de la liste rouge des espèces menacées au niveau national.
En arrière plage, est également présent un remarquable boisement de tamarix (Tamarix africana). « Ce dernier, probablement un des plus beaux de Corse, présente des sujets âgés aux troncs tortueux et rampants ».

#### Zone humide
L'estuaire du u Guadu Grande est une zone humide située à la Marine d’Albo.

### Personnalités liées à la commune
- Giluani : médecin du XVIIe siècle.